# Howard the Duck (film)
Howard the Duck is een film uit 1986 onder regie van Willard Huyck. De film is gebaseerd op het gelijknamige personage van Marvel Comics.
De film staat ook bekend onder de alternatieve titels Howard... 'n Beest van een Held en Howard: A New Breed of Hero.

## Verhaal
Howard, een antropomorfe eend, woont op de planeet Duckworld. Daar wordt hij plots de ruimte ingezogen en belandt op Aarde. Hij redt rockster Beverly van een groepje criminelen. Beverly brengt Howard naar Phil. In tegenstelling tot wat Beverly dacht, is Phil geen wetenschapper maar een klusjesman. Howard legt zich er dan maar bij neer dat hij voor de rest van zijn leven op Aarde zal blijven. Hij start ook als klusjesman, maar na een dispuut met zijn werkgever gaat hij op tournee met Beverly. Ondertussen achterhaalt Phil dat twee wetenschappers van zijn bedrijf een toestel hebben uitgevonden om een driedimensionale sprong uit te voeren. Tijdens de test stond het toestel in de richting van Duckworld en heeft zo Howard overgebracht. Men is van mening dat men Howard kan terugsturen door het proces om te draaien. Dit loopt anders dan verwacht waardoor het lichaam van wetenschapper Walter wordt overgenomen door "Dark Overlord of the Universe", een buitenaardse levensvorm met paranormale gaven. Dark Overlord ontvoert Beverly en brengt haar naar het laboratorium om in haar lichaam een van zijn soortgenoten over te brengen. Howard en Phil kunnen Dark Overlord uit het lichaam van Walter drijven om het wezen daarna te doden. Ook wordt het "driedimensionale sprong"-toestel vernietigt zodat er geen boosaardige buitenaardse levensvormen meer kunnen worden overgebracht, maar daardoor kan Howard ook nooit terugkeren naar Duckworld. Daarom beslist hij om manager te worden van Beverly en neemt hij Phil aan als roadie.

## Rolverdeling
| Acteur         | Personage             |
| -------------- | --------------------- |
| Lea Thompson   | Beverly Switzler      |
| Chip Zien      | Howard (stem)         |
| Jeffrey Jones  | Dokter Walter Jenning |
| Tim Robbins    | Phil Blumburtt        |
| Holly Robinson | K.C.                  |
| David Paymer   | Wetenschapper Larry   |